# Справжні багатоклітинні
Спра́вжні багатокліти́нні (лат. Eumetazoa) — підцарство тварин, до якого належать всі групи, представники яких мають справжню багатоклітинну будову.
Справжніх багатоклітинних протиставлять первинним багатоклітинним, до яких зараховують типи губок та пластинчастих. Відрізняються наявністю м'язових та нервових клітин, а також спеціалізованими міжклітинними контактами. 
На сьогодні[коли?] багато авторів[хто?] відкидають виділення обох підцарств[джерело?].

## Класифікація
- Підцарство Справжні багатоклітинні (Eumetazoa)
  - Розділ Кишковопорожнинні (Coelenterata)
    -       - Тип Кнідарії (Cnidaria)
      - Тип Реброплави (Ctenophora)

  - Розділ Двобічно-симетричні (Bilateralia)
    - Підрозділ Первиннороті (Protostomia)
      - Тип Ацеломорфи (Acoelomorpha)
      - Тип Прямоплави (Orthonectida)
      - Тип Дицієміди (Dicyemida)
      - Тип Плоскі черви (Platyhelminthes)
      - Тип Немертини (Nemertina)
      - Тип Черевовійчасті черви (Gastrotricha)
      - Тип Гнатостомуліди (Gnathostomulida)
      - Тип Мікрощелепні (Micrognathozoa)
      - Тип Коловертки (Rotatoria)
      - Тип Акантоцефали (Acanthocephala)
      - Тип Головохоботні (Cephalorhyncha)
      - Тип Внутрішньопорошицеві (Entoprocta)
      - Тип Круглі черви (Nematoda)
      - Тип Волосові (Nematomorpha)
      - Тип Цикліофори (Cycliophora)
      - Тип Молюски (Mollusca)
      - Тип Сипункуліди (Sipunculida)
      - Тип Кільчасті черви (Annelida)
      - Тип Ехіури (Echiura)
      - Тип Тихоходи (Tardigrada)
      - Тип Первиннотрахейні (Onichophora)
      - Тип Членистоногі (Arthropoda)
      - Тип Фороніди (Phoronida)
      - Тип Мохуватки (Bryozoa)
      - Тип Плечоногі (Brachiopoda)

    - Підрозділ Вториннороті (Deuterostomia)
      - Тип Голкошкірі (Echinodermata)
      - Тип Щетинкощелепні ('Chaetognatha)
      - Тип Напівхордові ('Hemichordata)
      - Тип Хордові (Chordata)

| Тигр | Це незавершена стаття із зоології. Ви можете допомогти проєкту, виправивши або дописавши її. |